# NUFIP2
NUFIP2‏ (NUFIP2, FMR1 interacting protein 2) هوَ بروتين يُشَفر بواسطة جين NUFIP2 في الإنسان.